# 알트슈테텐
알트슈테텐(독일어: Altstätten)은 스위스 장크트갈렌주에 있는 라인탈구에 있는 작고 유서 깊은 시골 마을이다. 그것은 또한 오스트리아와의 국경을 지정하는 평평하고 넓은 장크트갈렌주 알파인 라인 계곡의 서쪽으로 약 5km의 안전한 거리에 위치해 있다. 또한 서쪽으로 더 높은 곳에 위치한 아펜첼에 접근할 수 있다.
알트슈테텐의 공식 언어는 독일어 (스위스 표준의 변종)이지만 주요 구어 언어는 알레만계 스위스 독일어 방언의 현지 변종이다.

## 개요

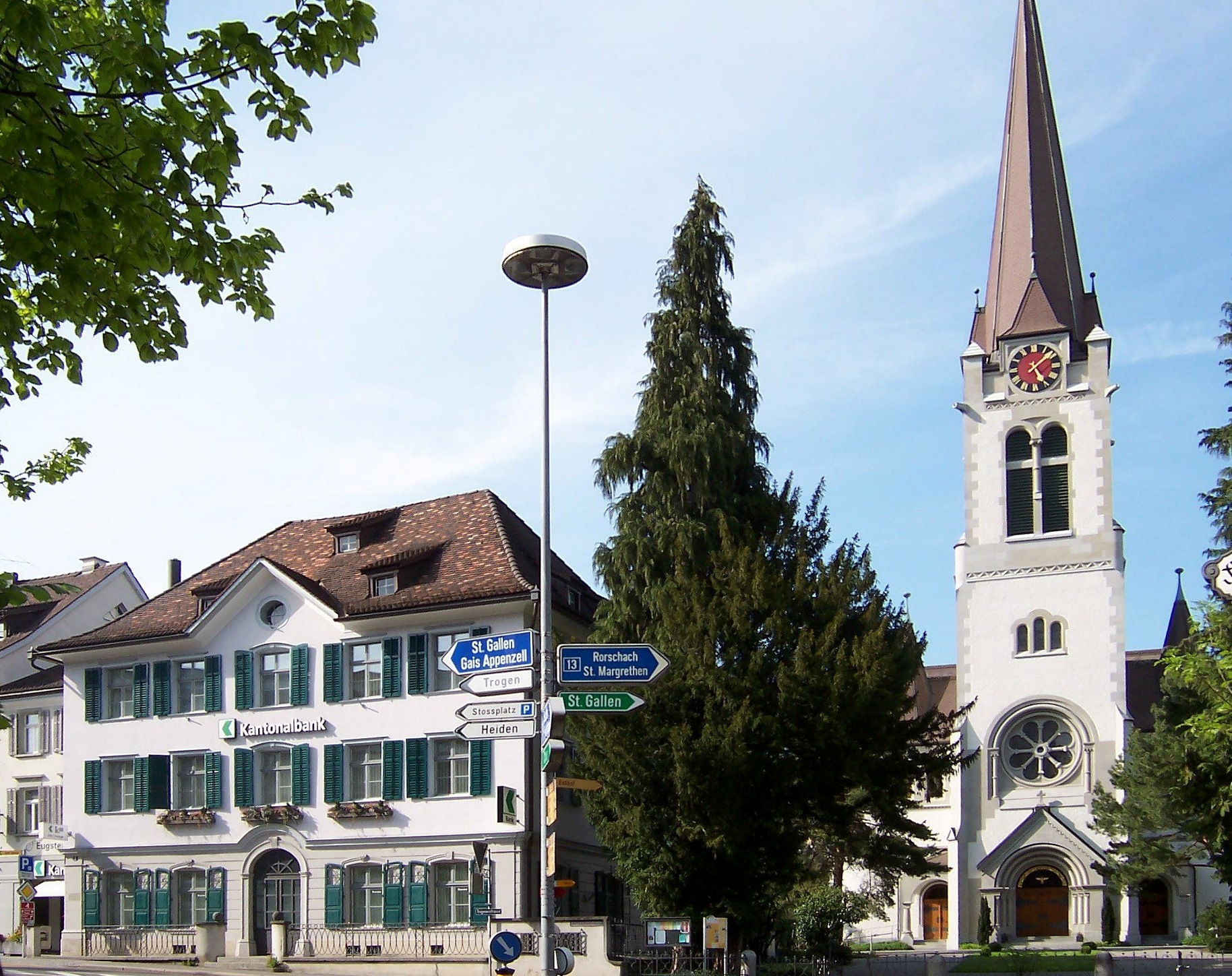
네프 하우스와 알트슈테텐 교회

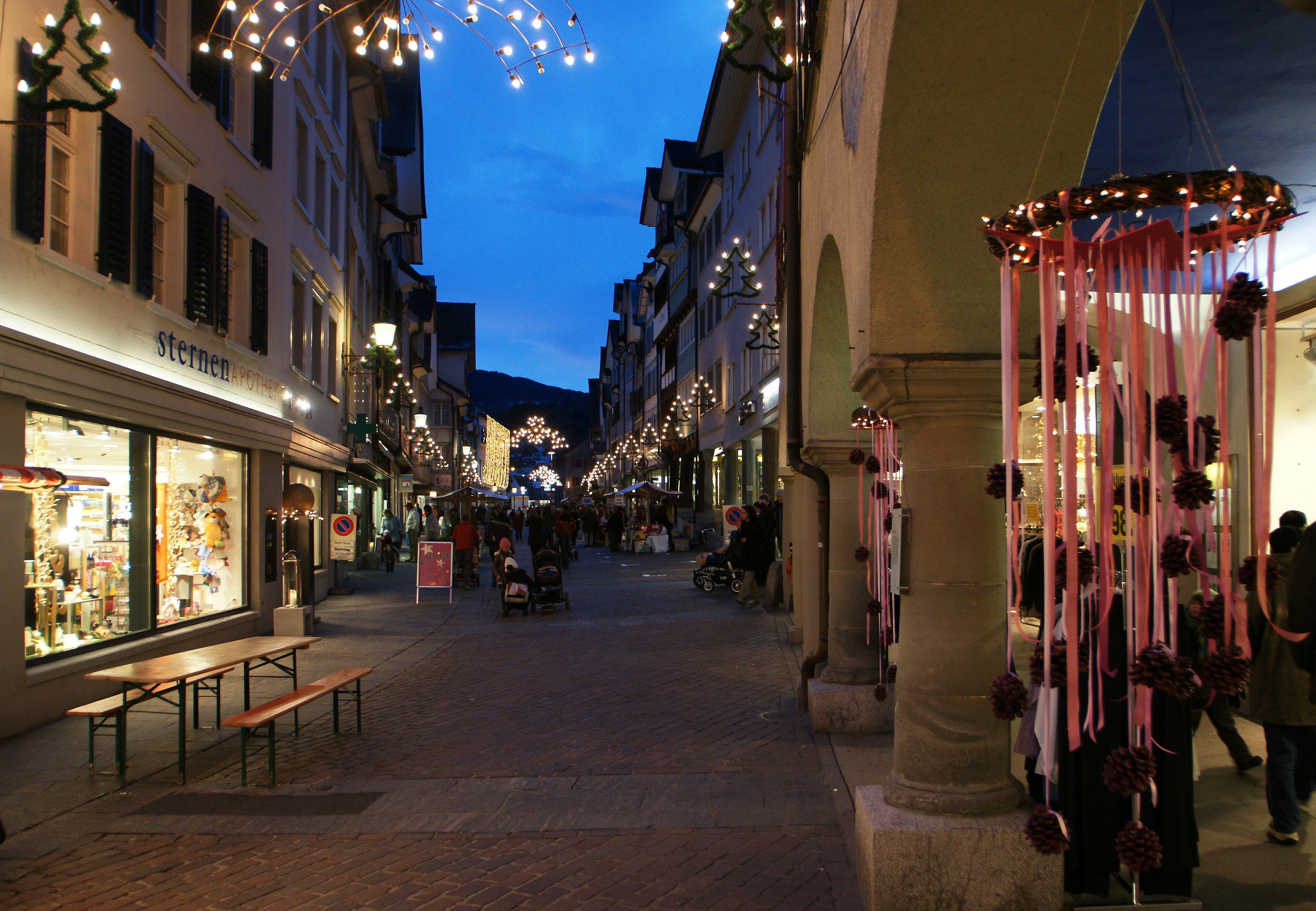
2008년 12월 알트슈테텐

알트슈테텐은 알프슈타인 산맥 기슭의 오스트리아 국경 근처에 있는 장크트마르그레텐 마을과 부흐스/SG 마을 사이에 위치하고 있다. 알트슈테텐에서는 가이스까지 이어지는 아펜첼 트램의 랙 앤 피니언 철도 노선이 시작된다.
전기 트램웨이는 1897년부터 1973년까지, 1940년부터 1977년까지 트롤리버스를 운영한 라이탈러 운수에 의해 운영되었으며, 베르네크로 향하는 경로에서 운행되었다. 알트슈테텐은 현재 버스 운송 네트워크인 RTB를 운영하고 있다.
알트슈테텐은 길고 고급스러운 참회-화요일 전통(카니발)을 통해 지역을 초월한 인기를 얻었다. 매년 1월과 2월 공연은 1919년에 설립된 뢸레리부첸 클럽과 이 지역의 많은 청소년 음악 협회에서 개최된다. 하이라이트는 스위스 전역에서 30,000명이 넘는 관중을 끌어들이는 국제 퍼레이드이다.

## 역사
알트슈테텐은 853년에 Altsteti로 처음 언급되었다.

## 지리

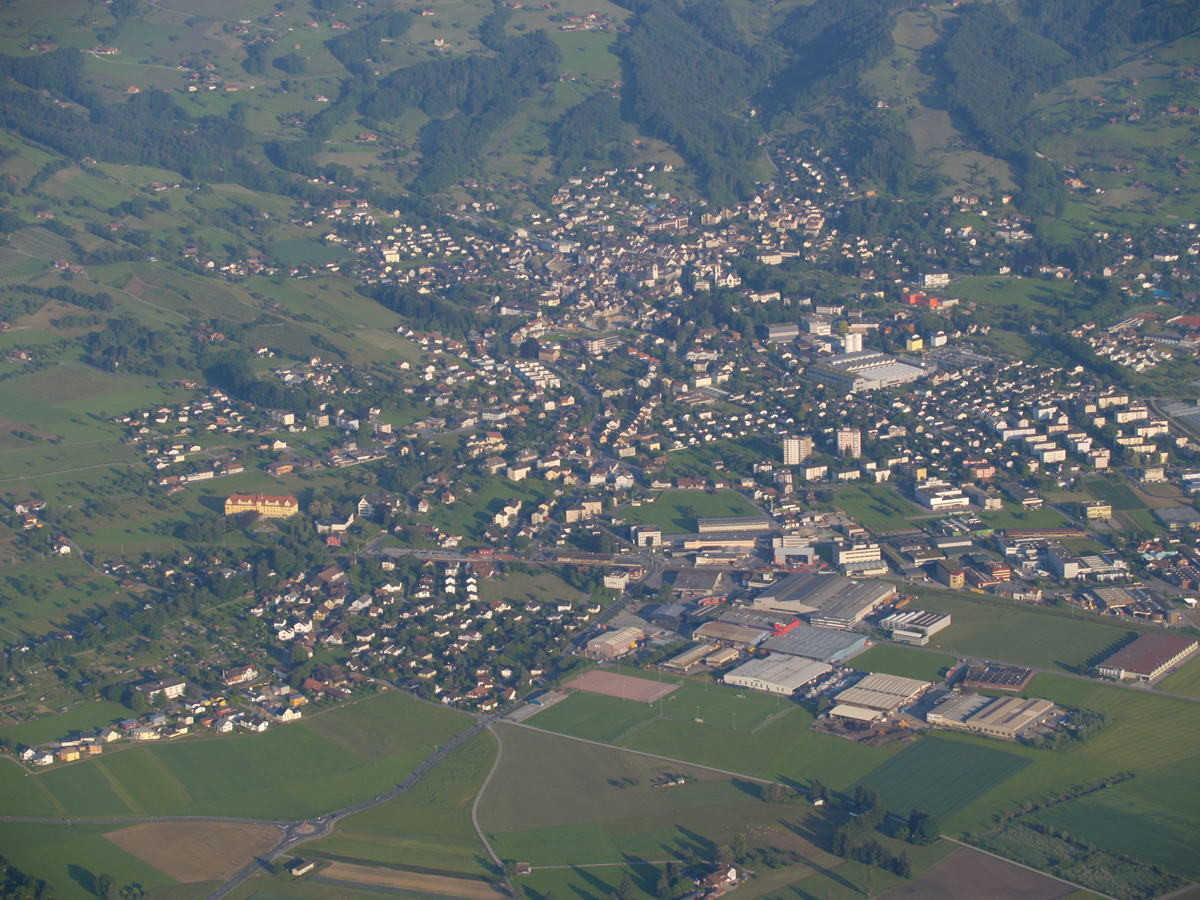
알트슈테텐의 공중뷰

알트슈테텐의 면적은 2006년 기준으로 39.5k㎡이다. 이 지역 중 63.3%가 농업용으로 사용되며 21.1%는 산림이다. 나머지 토지 중 12.7%는 정착지(건물 또는 도로)이고 나머지(2.9%)는 비생산적(강 또는 호수)이다.
시정촌은 라인탈 선거구의 수도이자 이전에는 오버라인탈 지구의 수도였다. 전통적인 농업 도시는 아펜첼(아펜첼) 구릉 국가 사이의 라인강 서쪽에 위치하고 있다.

## 인구통계

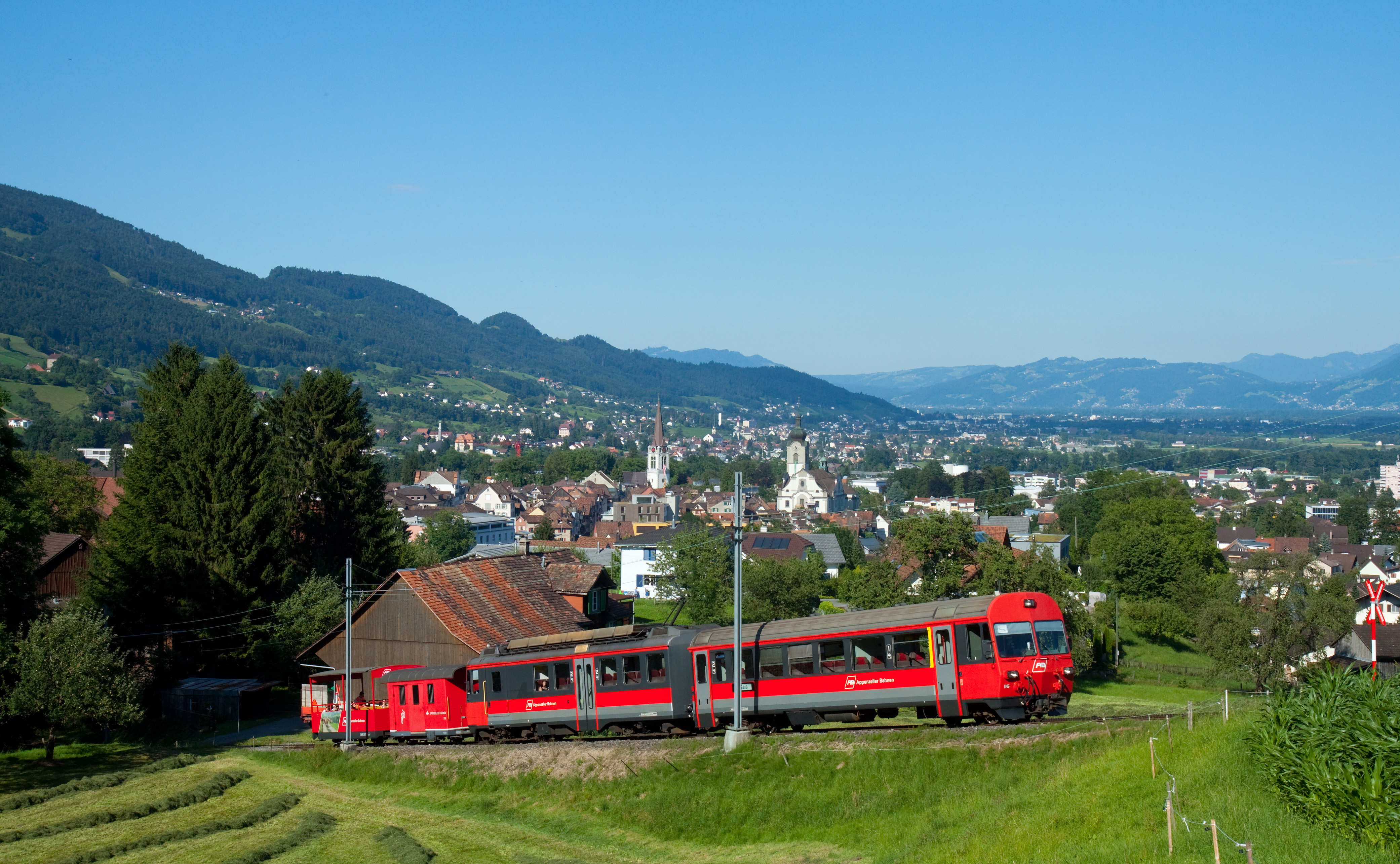
알트슈테텐

2020년 12월 31일 기준, 알트슈테텐의 인구는 11,938명이다. 2007년 기준으로 전체 인구의 약 21.5%가 외국인이다. 외국인 인구(2000년 기준) 중 독일 175명, 이탈리아 228명, 탈 유고슬라비아 1,108명, 오스트리아 143명, 터키 82명, 타국 316명이다. 지난 10년 동안 인구는 3.5%의 비율로 증가했다. 2000년 기준, 인구 대부분은 독일어(89.0%)를 사용하며 알바니아어가 2위(3.1%)이고 세르보-크로아티아어가 3위(2.7%)이다. 2000년 기준, 스위스 공용어, 9,243명이 독일어, 17명이 프랑스어, 172명이 이탈리아어, 22명이 로만슈어를 구사한다.
2000년 현재 알트슈테텐의 연령 분포는 다음과 같다. 1,296명(인구의 12.5%)이 0~9세이고 1,438명(13.9%)이 10~19세이다. 성인 인구 중 1,337명(인구의 12.9%)이 20~29세이다. 1,614명(15.5%)은 30~39세, 1,410명(13.6%)은 40~49세, 1,300명(12.5%)은 50~59세이다. 고령자 분포는 884명(인구의 8.5%)이 60세 이상이다. 69세는 689명(6.6%), 80~89세는 350명(3.4%), 90~99세는 62명(0.6%), 1명은 70~79세다. 100세 이상이 1명이 있다.
2000년에는 1,323명(인구의 12.7%)이 개인 주택에 혼자 살고 있었다. 자녀가 없는 부부(기혼 또는 약혼)의 일부인 사람은 2,162명(또는 20.8%)이었고 자녀가 있는 부부의 일부인 사람은 5,673명(또는 54.6%)이었다. 한부모 가정에 거주하는 사람은 575명(또는 5.5%)이었으며, 한부모 또는 양부모와 함께 거주하는 성인 자녀가 68명, 친척으로 구성된 가구에 거주하는 사람이 37명, 혈연관계가 없는 사람 중 494명이 시설에 수용되어 있거나 다른 유형의 공동 주택에 거주하고 있다.
2007년 연방 선거에서 가장 인기 있는 정당은 41.5%의 득표율을 기록한 SVP였다. 다음으로 가장 인기 있는 세 정당은 CVP (28%), SP (9.9%), FDP (9.4%)였다.
알트슈테텐에서는 인구의 약 64.4%(25-64세)가 비필수 고등교육 또는 추가 고등교육(대학 또는 응용학문대학)을 완료했다. 2000년 현재 알트슈테텐의 전체 인구 중 2,532명(인구의 24.4%)이 이수한 가장 높은 교육 수준은 초등 교육을 이수했으며, 3,579명(34.5%)이 중등 교육을 이수했으며, 905명(8.7%)이 다닌다. 488명(4.7%)은 학교에 다니지 않는다. 나머지는 이 질문에 대답하지 않았다.
역사적 인구는 다음 표에 나와 있다.
| 년도 | 인구      |
| ---- | --------- |
| 1800 | ca. 4,900 |
| 1850 | 6,492     |
| 1900 | 8,724     |
| 1950 | 8,603     |
| 2000 | 10,381    |

## 종교

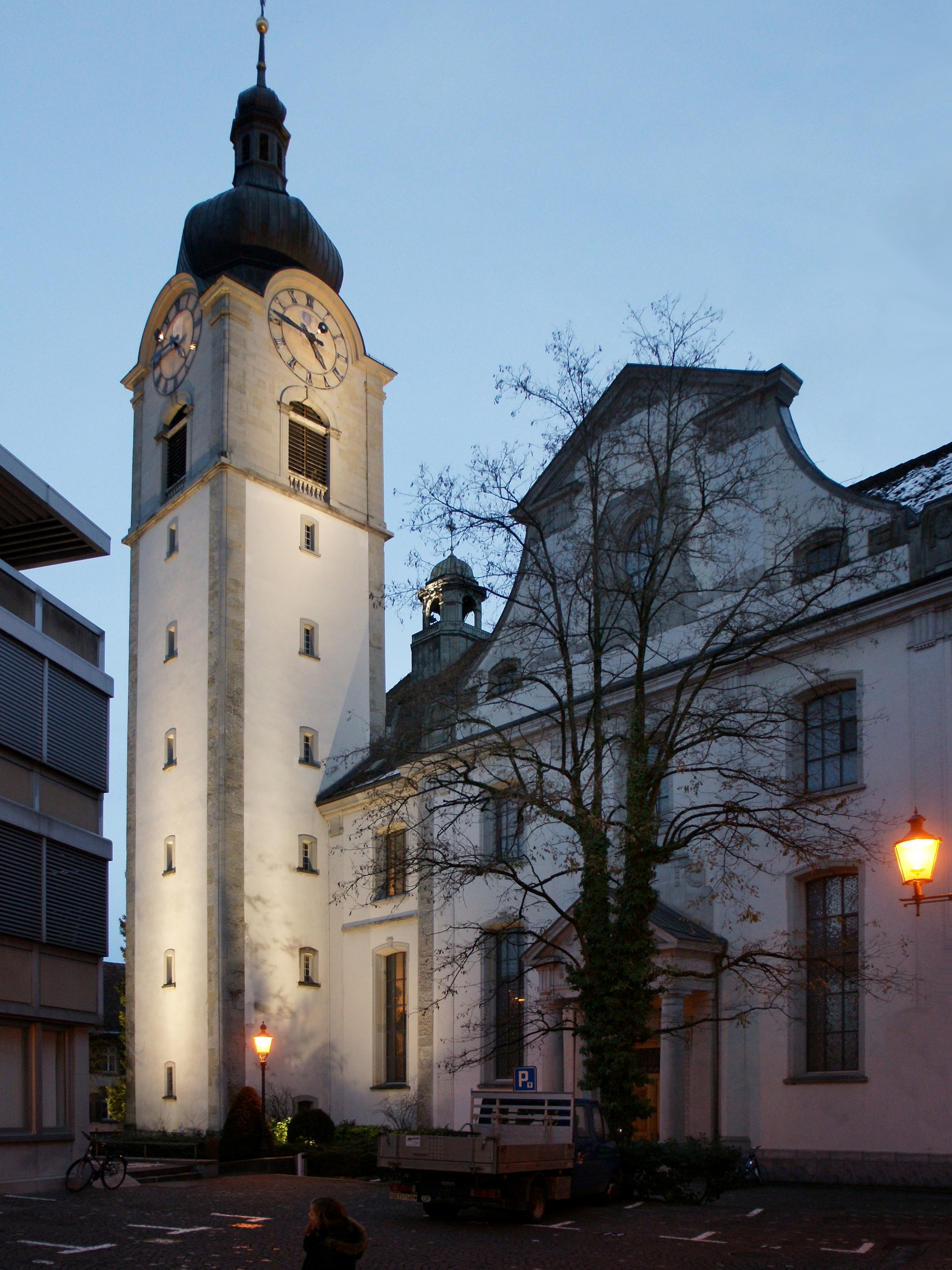
성 니콜라스 가톨릭 교회

2000년 인구 조사에 따르면 6,216명(59.9%)이 로마 가톨릭 신자이고, 2,050명(19.7%)이 스위스 개혁 교회에 속해 있다. 나머지 인구 중 크리스찬 가톨릭 교회 신자는 12명(인구의 약 0.12%) 이고, 정교회는 310명(인구의 약 2.99%)이며, 다른 기독교 교회에 속한 152명의 개인(또는 인구의 약 1.46%)이다. 유대교인은 3명(인구의 약 0.03%)이고 이슬람교 인은 762명(약 7.34%)이다. 다른 교회(인구의 약 0.71%)에 속한 74명(인구의 약 0.71%)이 다른 교회에 속해 있으며, (4.51%) 어떤 교회에도 속하지 않고, 불가지론자 또는 무신론자이며, 334명(약 4.51%)이 또는 인구의 약 3.22%)가 질문에 대답하지 않았다.

## 경제
2007년 현재 알트슈테텐의 실업률은 2.17%이다. 2005년 기준으로 1차 경제 부문에 399명이 고용되어 있으며, 이 부문에 약 147개 기업이 참여하고 있다. 2,675명이 2차 부문에 고용되어 있고, 이 부문에 152개의 기업이 있다. 3,313명이 3차 부문에 고용되어 있으며, 이 부문에는 426개의 기업이 있다.
2009년 10월 현재 평균 실업률은 4.0%이다. 지자체에는 726개의 기업이 있었고, 그중 148개는 경제의 2차 부문에 참여했고, 443개는 3차 부문에 참여했다.
2000년 기준으로 3,302명의 거주자가 지자체에서 일했으며 2,025명의 거주자가 알트슈테텐 외부에서 근무했으며 3,269명이 일을 위해 지자체로 통근했다.

## 볼거리
알트슈테텐 마을과 풍경구 오버/운터라인탈로 알려져 있고 알트슈테텐, 발가히, 베르네크 및 마어바흐에 걸쳐 있는 성들이 모여 있는 곳은 스위스 유산 목록의 일부로 지정되어 있다.

## 스포츠
1970년대에 알트슈테텐의 축구 클럽인 FC 알트슈테텐은 1945년에 창단되었으며, 내셔널 리그 B급이었고, 프리미어 리그에서 뛰었다. 오늘 클럽은 제2리가에서 뛰고 있다.

## 교통
알트슈테텐에는 알트슈테텐-가이스 철도의 동쪽 종점인 알트슈테텐 시와 지역 및 장거리 노선이 자주 운행되는 쿠어-로르샤흐선의 중간 정류장인 알트슈테텐 SG역이 있다.